# Lijst van rijksmonumenten in Zandeweer
De plaats Zandeweer telt 18 inschrijvingen in het rijksmonumentenregister. Hieronder een overzicht. 
| Object                                                                                 | Oorspronkelijke functie?  | Bouwjaar                                           | Architect                     | Locatie           | Coördinaten?                  | Nr.?   | Afbeelding                                                                             |
| -------------------------------------------------------------------------------------- | ------------------------- | -------------------------------------------------- | ----------------------------- | ----------------- | ----------------------------- | ------ | -------------------------------------------------------------------------------------- |
| Pand onder zadeldak tussen topgevels met vlechtingen en kleine lichtopeningen          | Woonhuis                  | 18e of 19e eeuw                                    |                               | Hoofdstraat 24    | 53° 23' 11" NB, 6° 40' 51" OL | 23452  | Pand onder zadeldak tussen topgevels met vlechtingen en kleine lichtopeningen          |
| Windlust                                                                               | Industrie- en poldermolen | 1818 1886 (verb.) 1955 (rest.) 1975-’76 (rest.)    |                               | Molenhorn 17      | 53° 23' 15" NB, 6° 41' 5" OL  | 23454  | Meer afbeeldingen                                                                      |
| Pand onder zadeldak tussen topgevels met vlechtingen en kleine zoldervensters          | Woonhuis                  |                                                    |                               | Hoofdstraat 22    | 53° 23' 12" NB, 6° 40' 51" OL | 23455  | Meer afbeeldingen                                                                      |
| Pand onder zadeldak met wolfseinden evenwijdig aan de straat                           | Woonhuis                  | 18e of 19e eeuw                                    |                               | Hoofdstraat 3     | 53° 23' 15" NB, 6° 40' 52" OL | 23470  | Meer afbeeldingen                                                                      |
| Hervormde kerk en toren                                                                | Kerk en kerkonderdeel     | 13e eeuw verm. 1500-1550 (uitbr.) 1931-'32 (rest.) | A.R. Wittop Koning (1931-'32) | Hoofdstraat 5     | 53° 23' 15" NB, 6° 40' 53" OL | 23471  | Meer afbeeldingen                                                                      |
| Woning onder laag schilddak met hoekschoorstenen en met ingang in risaliet             | Woonhuis                  |                                                    |                               | Hoofdstraat 13    | 53° 23' 14" NB, 6° 40' 52" OL | 23472  | Woning onder laag schilddak met hoekschoorstenen en met ingang in risaliet             |
| Breed huis onder met Friese pannen gedekt schilddak met hoekschoorstenen               | Nijverheid                |                                                    |                               | Hoofdstraat 15    | 53° 23' 13" NB, 6° 40' 53" OL | 23473  | Breed huis onder met Friese pannen gedekt schilddak met hoekschoorstenen               |
| Pand onder laag zadeldak met wolfseinden                                               | Woonhuis                  | 1788                                               |                               | Hoofdstraat 17    | 53° 23' 12" NB, 6° 40' 52" OL | 23474  | Meer afbeeldingen                                                                      |
| Pand onder zadeldak tegen vernieuwde puntgevel met haaks daarop aangebouwde schuur     | Woonhuis                  | 18e of 19e eeuw                                    |                               | Hoofdstraat 19    | 53° 23' 12" NB, 6° 40' 52" OL | 23475  | Meer afbeeldingen                                                                      |
| Pand onder schilddak met hoekschoorstenen                                              | Woonhuis                  |                                                    |                               | Hoofdstraat 4     | 53° 23' 17" NB, 6° 40' 52" OL | 23477  | Pand onder schilddak met hoekschoorstenen                                              |
| Pand onder zadeldak tegen vernieuwde topgevel                                          | Woonhuis                  |                                                    |                               | Hoofdstraat 12    | 53° 23' 15" NB, 6° 40' 51" OL | 23478  | Meer afbeeldingen                                                                      |
| Pand onder zadeldak evenwijdig aan de rooilijn met wolfseinden boven de zijgevels      | Woonhuis                  | 1805                                               |                               | Hoofdstraat 14    | 53° 23' 14" NB, 6° 40' 51" OL | 23479  | Pand onder zadeldak evenwijdig aan de rooilijn met wolfseinden boven de zijgevels      |
| Pand onder zadeldak evenwijdig aan de rooilijn met wolfseinden boven de zijgevels      | Woonhuis                  | 18e of 19e eeuw                                    |                               | Hoofdstraat 16    | 53° 23' 13" NB, 6° 40' 51" OL | 23480  | Pand onder zadeldak evenwijdig aan de rooilijn met wolfseinden boven de zijgevels      |
| Pand onder zadeldak met wolfseinden en hoekschoorstenen                                | Woonhuis                  | 18e of 19e eeuw                                    |                               | Hoofdstraat 18-20 | 53° 23' 12" NB, 6° 40' 51" OL | 23481  | Meer afbeeldingen                                                                      |
| Hervormde pastorie in ambachtelijk-traditionele stijl met aangebouwd verenigingsgebouw | Kerkelijke dienstwoning   | 1897 1922 (verenigingsgebouw)                      |                               | Molenhorn 6-8     | 53° 23' 15" NB, 6° 40' 55" OL | 515326 | Hervormde pastorie in ambachtelijk-traditionele stijl met aangebouwd verenigingsgebouw |
| Stookhok in rode baksteen onder overkragend met pannen gedekt zadeldak                 | Boerderij                 | ca. 1900                                           |                               | bij Molenhorn 4   | 53° 23' 16" NB, 6° 40' 56" OL | 515327 | Stookhok in rode baksteen onder overkragend met pannen gedekt zadeldak                 |
| Zandeweersterbalkje                                                                    | Brug                      | ca. 1926                                           |                               | Noorderweg        | 53° 23' 28" NB, 6° 41' 18" OL | 515351 | Zandeweersterbalkje                                                                    |